# انتصار أبو عمارة
انتصار وليد علي أبو عمارة (20 مايو 1958 –) هي سياسية فلسطينية شغلت منصب قائم بأعمال رئيس ديوان الرئاسة الفلسطينية في عام 2015، وفي عام 2018 عُينت رئيسًا له.

## الحياة العملية
في 7 يوليو 2005، عُينت أبو عمارة مديرةً عامة في مكتب الرئيس. وفي 1 يناير 2008، ترقت إلى درجة وكيل مساعد، وفي 1 يناير 2010 صارت بمنصب وكيل.
في عام 2015، أصبحت قائمًا بأعمال رئيس ديون الرئاسة، وفي 4 مارس 2018، عُينت رسميًا رئيسًا لديوان الرئاسة وبدرجة وزير. وجُددت فترتها في عام 2018، وفي عام 2019.
أبو عمارة عضو مجلس إدارة في مؤسسة محمود عباس وهي مؤسسة تعمل على توفير كافة الوسائل اللازمة لإنجاح الهدف في تحسين اوضاع الفلسطينيين في مخيمات الشتات ومساعدتهم في مواجهة الصعوبات والتحديات، وتمكين الشباب وتأهيلهم للانخراط في سوق العمل.
في 28 أكتوبر 2019، شكّل الرئيس محمود عباس اللجنة العليا للقدس، وعينها أمينًأ للسر فيها بصفتها رئيسًا لديوان الرئاسة.